# Савелово (Дмитровський міський округ)
Савело́во (рос. Савелово) — присілок у складі Дмитровського міського округу Московської області, Росія.

## Населення
Населення — 75 осіб (2010; 76 у 2002).
Національний склад (станом на 2002 рік):
- росіяни — 99 %